# Митинский, Николай Николаевич
Николай Николаевич Митинский (1873/1874—1912) — инженер путей сообщения. Был известен своими работами в области строительной механики.

## Биография
Родился в Санкт-Петербурге 20 декабря 1873 (1 января 1874) года.
Вместе со своим братом Александром в 1892 году окончил 6-ю Санкт-Петербургскую гимназию, оба с золотыми медалями. В 1897 году окончил Институт инженеров путей сообщения. С 1897 года по 1911 работал на Санкт-Петербург-Московской железной дороге. Под его руководством был перестроен Петербургский железнодорожный узел, построена новая сортировочная станция, финляндская и портовая соединительные ветви, ряд мостов.
С 1899 по 1906 год преподавал в Санкт-Петербургском горном институте. В 1900 году защитил диссертацию «Об изгибе кривых брусьев». С 1904 года был профессором Санкт-Петербургского электротехнического института, в 1905 году он стал также и профессором Института инженеров путей сообщения.

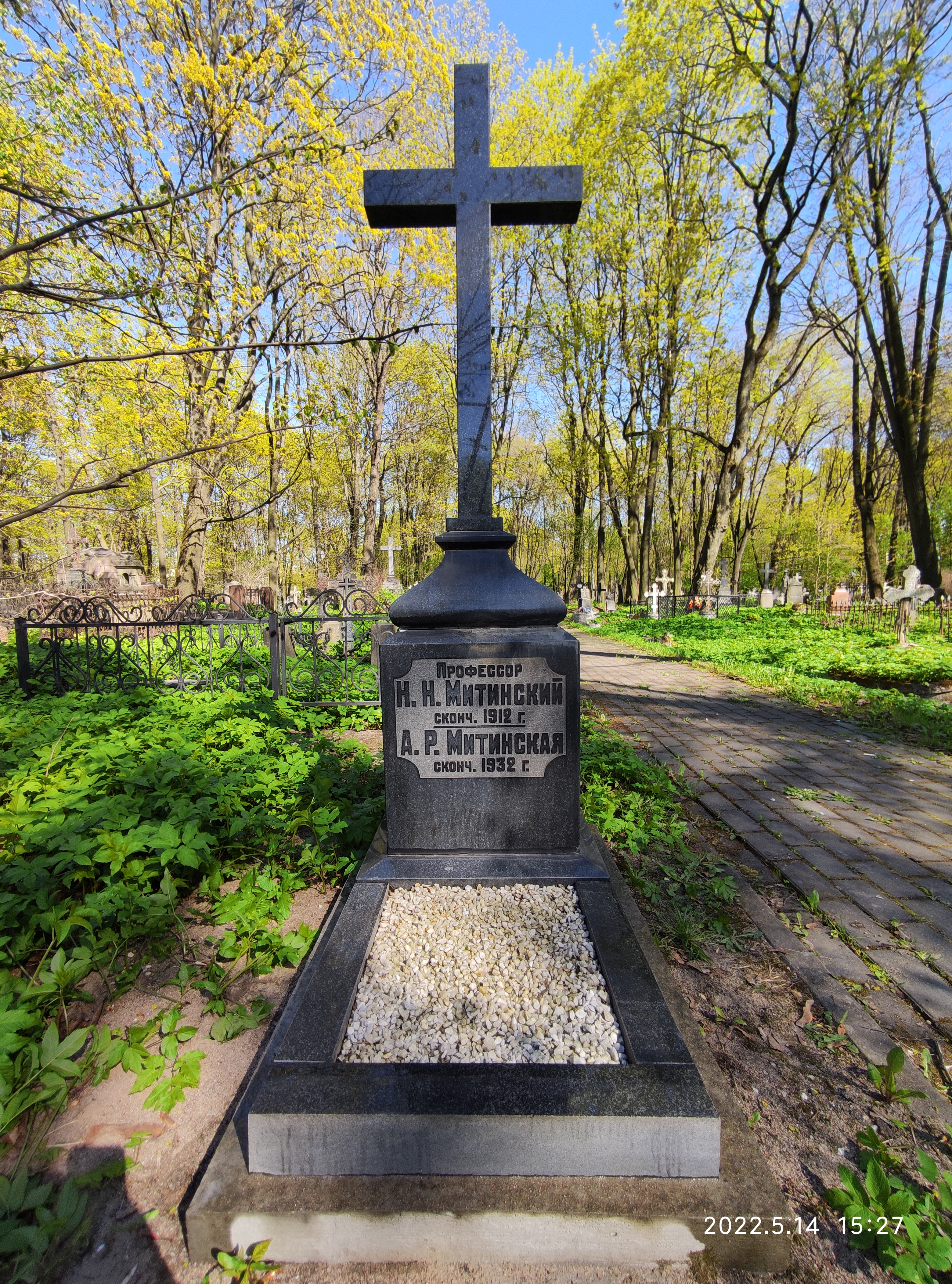
Могила Н. Н. Митинского и его супруги Александры Романовны на Новодевичьем кладбище в Санкт-Петербурге.

За годы научной деятельности им был опубликован ряд трудов по строительной механике; Н. Н. Митинский является автором курса «Строительная механика. Сопротивление материалов».
Он был одним из пионеров электрификации железнодорожного транспорта в России.
Умер 24 октября (6 ноября) 1912 года в Санкт-Петербурге. Похоронен на Новодевичьем кладбище в Санкт-Петербурге.

## Семья
Женился 14 февраля  1899 года на вдове статского советника Александре Романовне Дружининой. Их сын — Арсений Николаевич Митинский (1901—1957), учёный в области строительной механики, профессор, доктор технических наук.